# Katiuska Toaza
Katiuska Jacqueline Toaza Avelino (ur. 29 października 1987) – ekwadorska zapaśniczka w stylu wolnym. Zajęła 28 miejsce na mistrzostwach świata w 2007. Zdobyła pięć medale na mistrzostwach panamerykańskich, srebro w 2007, 2012 i 2015. Trzecia na igrzyskach Ameryki Płd w 2010 i 2014. Czterokrotna medalistka mistrzostw Ameryki Południowej, złoty medal w 2009 roku.